# Сачин
Сачин (пол. Saczyn) — село в Польщі, у гміні Ґодзеші-Великі Каліського повіту Великопольського воєводства.
Населення — 554 особи (2011).
У 1975-1998 роках село належало до Каліського воєводства.

## Демографія
Демографічна структура станом на 31 березня 2011 року:
|          | Загалом | Допрацездатний вік | Працездатний вік | Постпрацездатний вік |
| -------- | ------- | ------------------ | ---------------- | -------------------- |
| Чоловіки | 284     | 65                 | 182              | 37                   |
| Жінки    | 270     | 61                 | 146              | 63                   |
| Разом    | 554     | 126                | 328              | 100                  |